# Difenilmetano
Difenilmetano é o hidrocarboneto aromático em que dois radicais fenil substituem dois hidrogênios do metano.